# Torrone di Caltanissetta
(Luciana Littizzetto, Dal programma televisivo: Che tempo che fa,  8 gennaio 2006)
Il torrone di Caltanissetta è un prodotto dolciario tipico della città di Caltanissetta. 
Questo tipico torrone si caratterizza per la lunga cottura, circa otto ore, e per la presenza, principalmente, di mandorle, pistacchi e miele locale.

## Storia

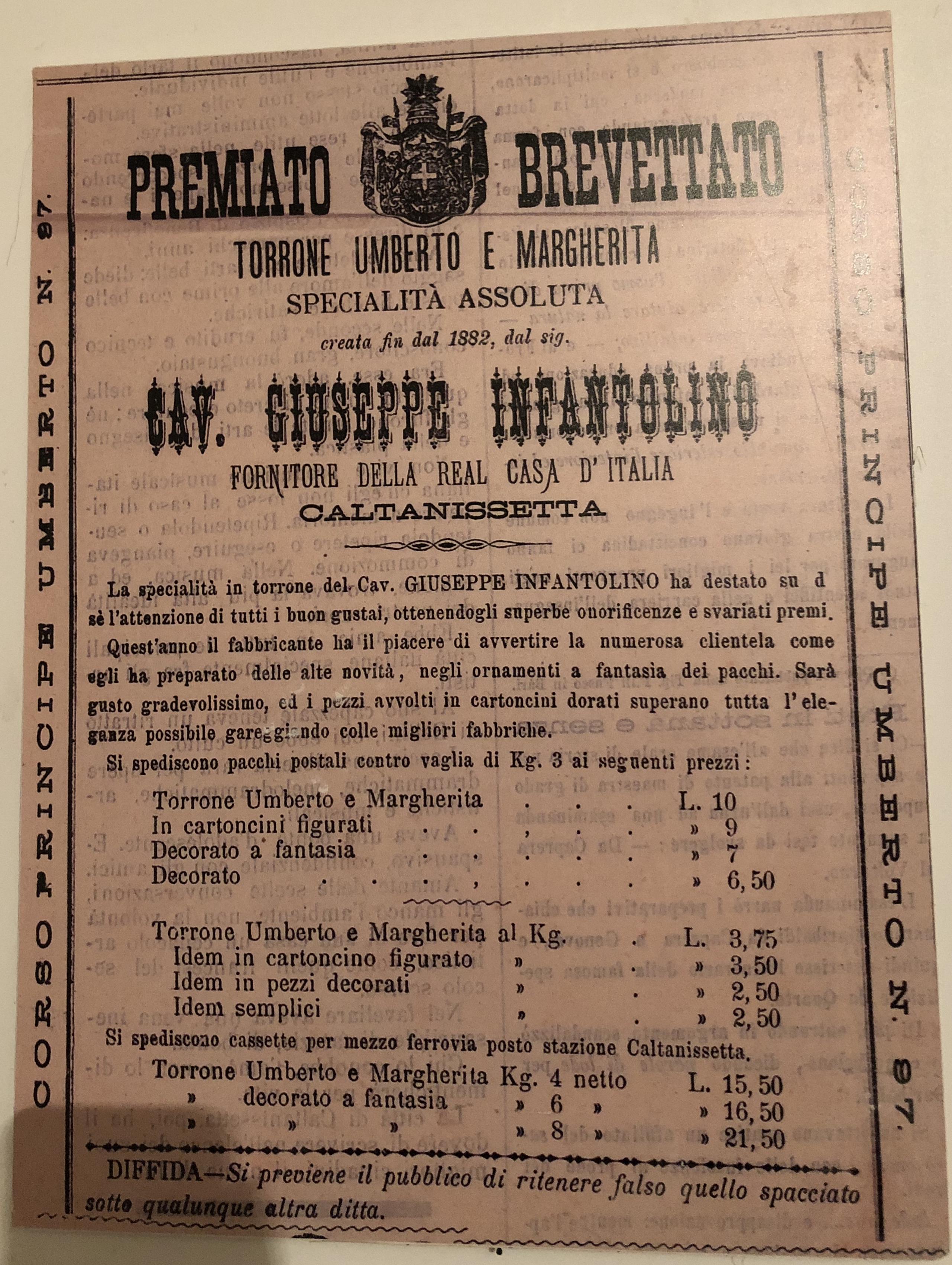
Ditta Infantolino, premiato produttore di torrone dal 1889

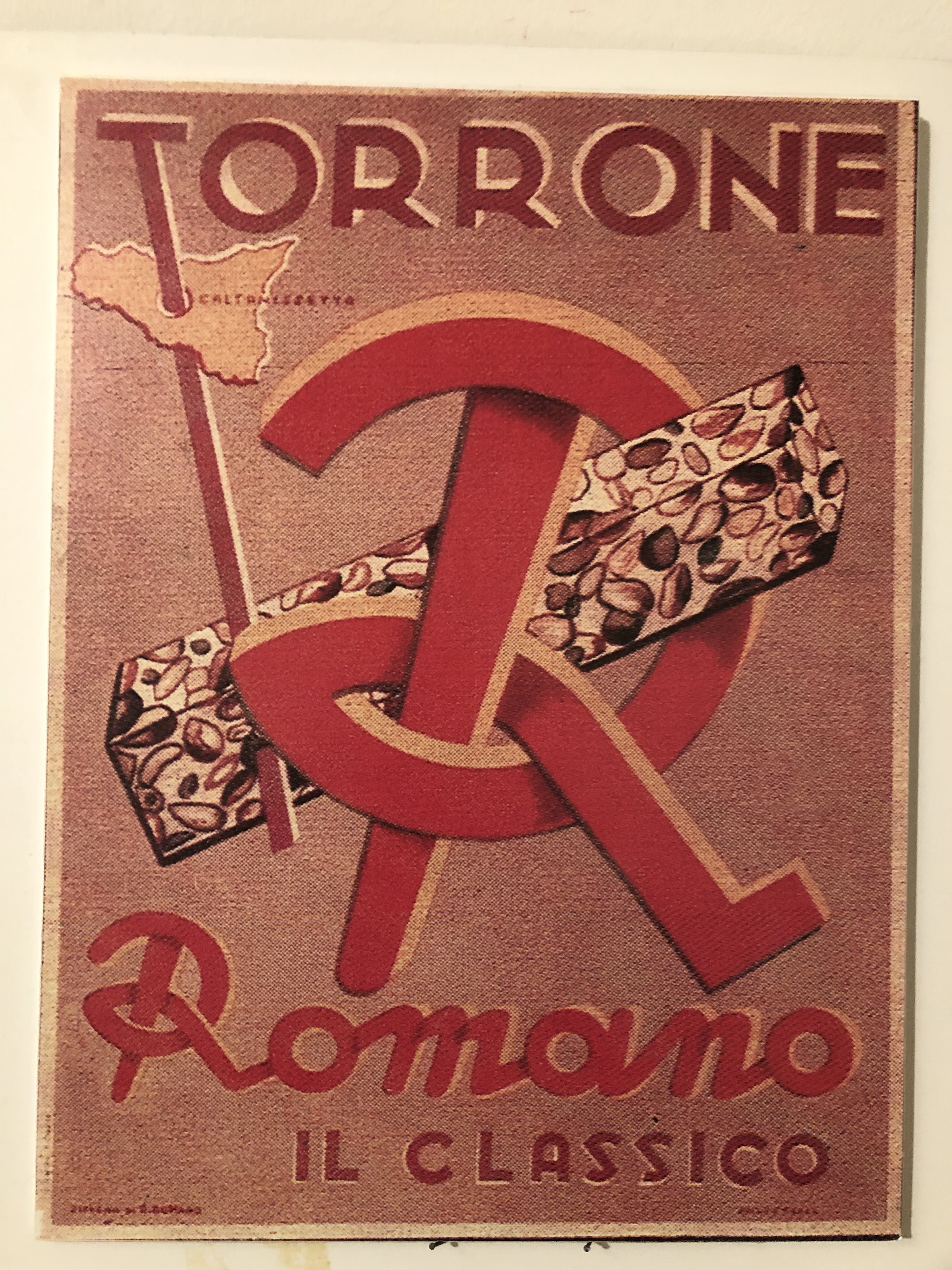
Storica pubblicità di un noto torrone di Caltanissetta

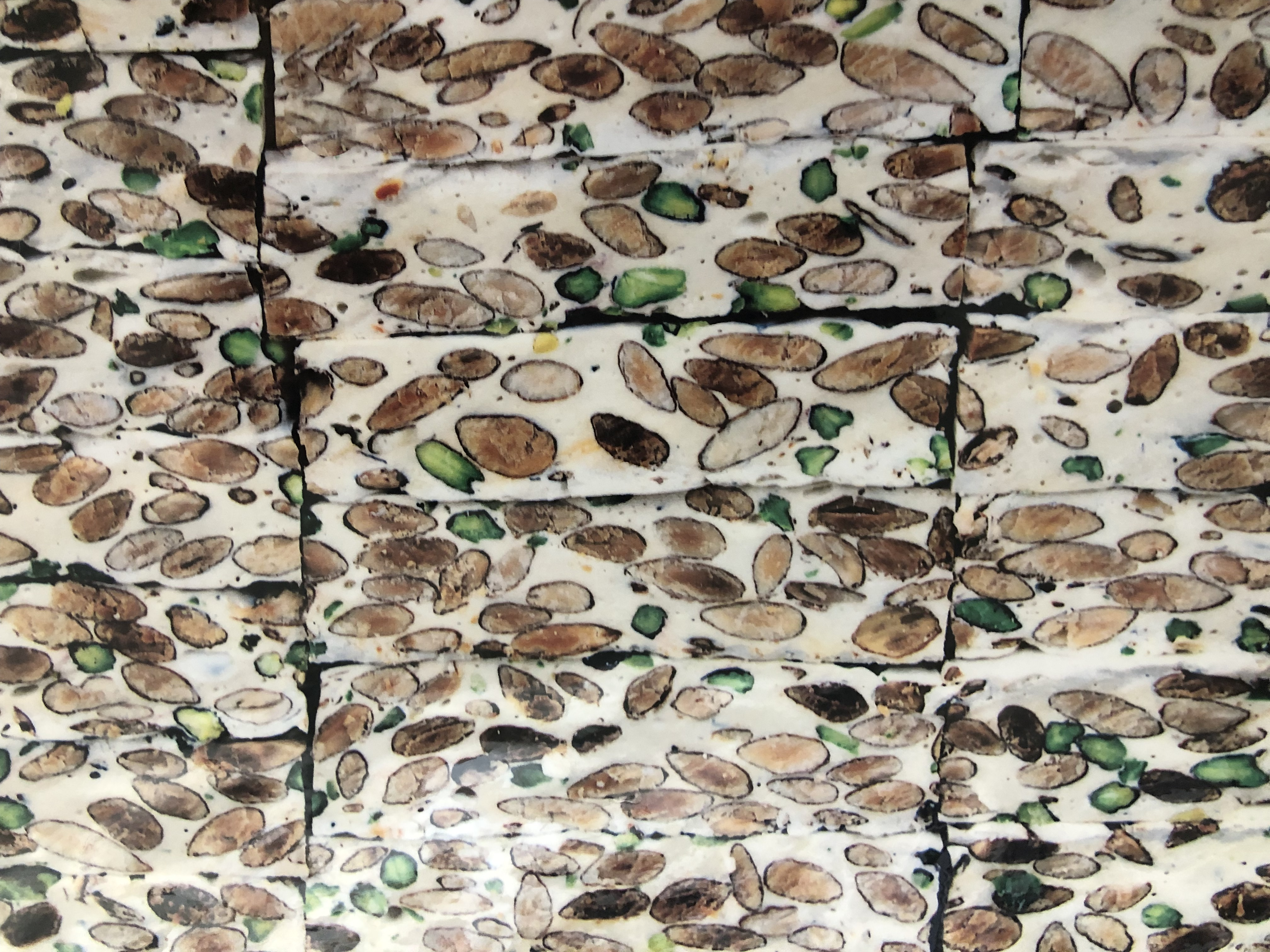
Barrette di torrone di Caltanissetta

Il torrone va considerato un "fossile commestibile", tipico della tradizione alimentare del mediterraneo, esso viene venduto durante le feste natalizie nelle strade intorno alle chiese. Il ruolo della cucina spagnola nella nascita del torrone è dovuto alla lenta cottura in opportune caldaie (bassine dove il miele dopo ore di cottura (da 8 a 10 ore a seconda della stagione climatica) incorpora la frutta secca aggiunta, vetrificando la consistenza dell'impasto che diventa duro e friabile ovvero croccante.
Nei territori del centro Sicilia, sin dall'antichità, v'è stata la tradizione agronomica della coltivazione del mandorlo (Prunus dulcis) e dei pistacchio (Pistacia vera), che insieme al miele di sulla caratterizzano la ricetta antica del torrone di Caltanissetta. I territori nisseni erano ricchi, oltre che di mandorleti, di pistacchieti detti fastucchere, dalla parola fastuca che deriva, secondo un'ipotesi linguistica contestata da alcuni, dall'arabo (fustuaq).
Il torrone fa parte di una famiglia assortita di dolci di antica origine, tutti composti da frutta secca amalgamata con una pasta dolce.
Al settembre 2022 è in corso l'iter per il riconoscimento da parte di Slow food come prodotto di presidio tutelato; ciò insieme all'attivazione di un percorso burocratico per il riconoscimento dell’IGP; IGP di cui al 2022 godono solo due torroni in Europa.
Il tutto nell'ambito di un progetto di sviluppo della città, che vuole diventare: la citta del torrone.
In data 23 settembre 2022 in occasione di Terra Madre Salone del gusto di Torino viene presentato: Il torrone tradizionale di Caltanissetta e la sua economia circolare.

## Torrone di Caltanissetta e dieta mediterranea
Il torrone di Caltanissetta entra a far parte della progettualità del Primo parco mondiale dello stile di vita mediterraneo, entrando così all’interno del paniere della dieta mediterranea; cosa questa che determinerà per l’intera filiera produttiva un prevedibile notevole sviluppo economico, grazie anche al suo riconoscimento come Presidio Slow Food a vantaggio del territorio.

## Ingredienti
La ricetta originale del torrone di Caltanissetta prevede solamente tre ingredienti: miele, mandorle e pistacchi. 
Le varianti con glucosio o sciroppo di glucosio, zucchero, uovo o altro non sono da ascrivere al torrone di Caltanissetta originale, quanto piuttosto ad imitazioni più economiche di questo.
In particolare l'uso dell'albume d'uovo, che ha la funzione di anti-schiuma e anti-cristallizzazione, mal si addice ad un torrone che per definizione è duro, friabile e croccante. Mentre lo zucchero e lo sciroppo di glucosio sono succedanei economici del miele ed hanno caratteristiche reologiche semplificanti il processo di cottura del torrone.